# ザ・ハート・スロブス
ザ・ハート・スロブス(The Heart Throbs)は、アメリカのプロレス団体WWEやTNAに登場した、プロレスラーのユニットである。

## 来歴
WWEのRAW興行に登場したユニットで、メンバーはアントニオ、ロメオの2人から構成される。
WWE下部団体のOVWではゲイを思わせる陽気な腰振りのダンスで入場するというギミックのザ・ハート・ブレイカーズ(The Heart Breakers)というユニット名で活動していたが、昇格するに当たって同じRAWのスーパースターショーン・マイケルズのキャッチコピー「ハート・ブレイク・キッド」と名称が類似するという理由のためハート・スロブスにユニット名を変更して同じゲイギミックのまま昇格した。
ヴィセラやビッグ・ショー等の巨漢レスラーを相手にする事が多かった。
2006年にアントニオ、ロメオ両名ともWWEから解雇された。
その後、TNA等の団体に参戦している。